# خروج شوروی از افغانستان

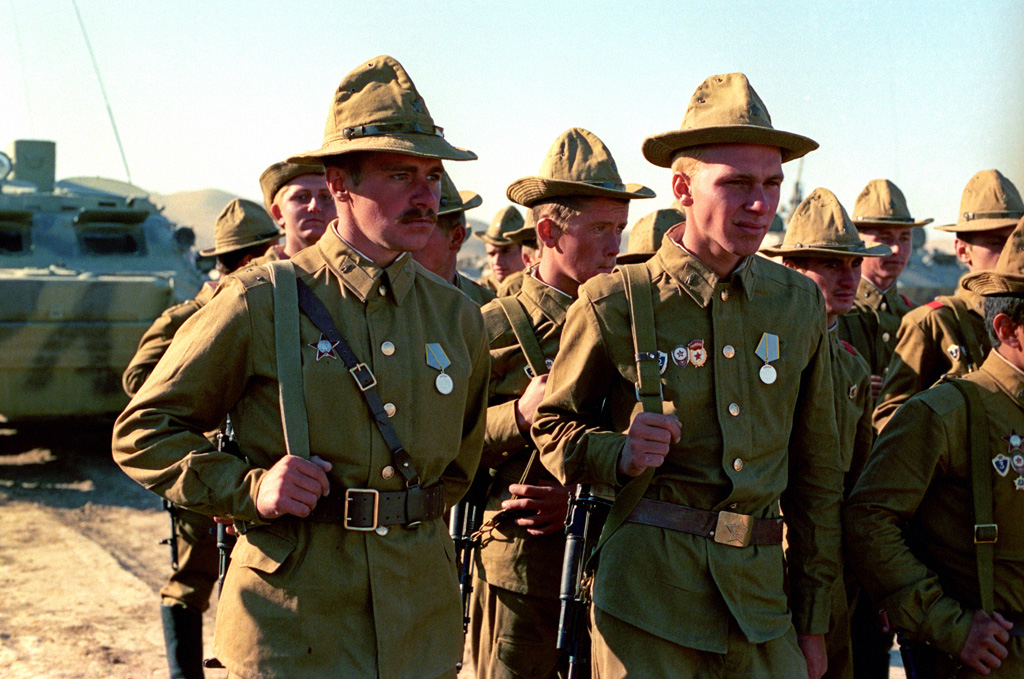
بازگشت سربازان شوروی از افغانستان، ۱۸ اکتبر ۱۹۸۶، در کوشکا، ترکمنستان.

خروج نهایی و کامل نیروهای رزمی شوروی از افغانستان در ۱۵ می ۱۹۸۸ آغاز شد و در ۱۵ فوریه ۱۹۸۹ (۲۷ ثور تا ۲۶ دلو ۱۳۶۷) به رهبری سرهنگ ژنرال بوریس گروموف پایان یافت.
برنامه‌ریزی برای خروج اتحاد جماهیر شوروی (اتحاد جماهیر شوروی) از جنگ افغانستان بلافاصله پس از اینکه میخائیل گورباچف دبیرکل کمیته مرکزی حزب کمونیست اتحاد جماهیر شوروی شد، آغاز شد. تحت رهبری گورباچف، اتحاد جماهیر شوروی، ابتدا در تلاشی واقعی برای ایجاد ثبات در این کشور، و سپس به عنوان اقدامی برای حفظ آبرو در حین خروج نیروها تلاش کرد تا قدرت حزب دموکراتیک خلق افغانستان را در کشور تحکیم کند. در این دوره، سازمان‌های نظامی و اطلاعاتی اتحاد جماهیر شوروی با دولت محمد نجیب الله برای بهبود روابط بین دولت کابل و رهبران گروه‌های شورشی همکاری کردند.
همزمان با این که برای اتحاد جماهیر شوروی روشن شد که این سیاست تحکیم قدرت حول دولت نجیب الله در کابل نتایج کافی برای حفظ قدرت حزب دموکراتیک خلق در درازمدت به همراه نخواهد داشت روابط دیپلماتیک بین اتحاد جماهیر شوروی و ایالات متحده بهبود یافت. توافقنامه ژنو که توسط نمایندگان اتحاد جماهیر شوروی، ایالات متحده، جمهوری اسلامی پاکستان و جمهوری افغانستان (که در سال ۱۹۸۷ نامش به این تغییر کرد) در ۱۴ آوریل ۱۹۸۸ امضا شد، چارچوبی را برای خروج نیروهای شوروی فراهم کرد و تفاهم چند جانبه ای را بین امضاکنندگان در مورد آینده مشارکت بین‌المللی در افغانستان ایجاد کرد.. عقب‌نشینی نظامی بلافاصله پس از آن آغاز شد و تمام نیروهای شوروی افغانستان را تا ۱۵ فوریه ۱۹۸۹ ترک کردند.

## عواقب
حمایت شوروی از دولت نجیب الله با خروج نیروهای عادی خاتمه نیافت. کمک‌هایی بالغ بر چندین میلیارد دلار از سوی اتحاد جماهیر شوروی به افغانستان ارسال شد که شامل هواپیماهای نظامی (میگ ۲۷) و موشک‌های اسکاد می‌شد. اساساً به دلیل این کمک‌ها، دولت نجیب الله برای مدتی طولانی‌تر از آنچه سیا و وزارت امور خارجه انتظار داشتند، قدرت را حفظ کرد. مجاهدین پس از خروج نیروهای شوروی پیشرفت‌های قابل توجهی کردند و حتی توانستند چندین شهر را تصرف و کنترل کنند. با این حال، آنها تا بهار ۱۹۹۲ نتوانستند نجیب الله را از قدرت خلع کنند. : 124 پس از کودتای اوت ۱۹۹۱، اتحاد جماهیر شوروی (و بعداً فدراسیون روسیه به رهبری بوریس یلتسین) کمک‌های خود را به متحدان افغان خود قطع کردند. این تأثیر شدیدی بر حزب وطن (که قبلاً PDPA نامیده می‌شد) و بر نیروهای مسلحی که قبلاً به دلیل مبارزه با مجاهدین و مبارزات داخلی ضعیف شده بودند داشت- پس از کودتای نافرجام در مارس ۱۹۹۰، ارتش (که از قبل در مواجهه با کمبود بحرانی منابع و میزان بحرانی فرار سربازان قرار داشت) پاکسازی شد. در نهایت، توقف کمک‌های شوروی و بی‌ثباتی ناشی از آن، مجاهدین را قادر ساخت تا به کابل حمله کنند.  نجیب الله توسط حزب خود از قدرت برکنار شد و پس از آن مجاهدین بیهوده تلاش کردند یک دولت ائتلافی باثبات تشکیل دهند. اختلافات و درگیری‌های درونی بین افرادی مانند مسعود و گلبدین حکمتیار زمینه را برای ظهور نهایی طالبان فراهم کرد.